# El Inspector Dan
El Inspector Dan, també anomenat, El Inspector Dan de la patrulla volante. És un personatge de ficció i una sèrie de còmics, es va publicar per primera vegada al número 1 de la revista Pulgarcito del 27 de desembre del 1946. Fou creat amb guió de Rafael González, Silver Kane (pseudònim de Francisco González Ledesma) i el dibuix d'Eugeni Giner. L'Inspector Dan, és un inspector de Scotland Yard, que se sol enfrontar a éssers sinistres per poder resoldre casos on el fet sobrenatural i fantasmagòric es dona sovint. Amb el temps, les seves històries varen derivar cap a altres gèneres, com el d'aventures i el de sèrie negra.

## Biografia de ficció
L'inspector Dan, és un inspector de Scotland Yard, viu a Londres i és una barreja de Sherlock Holmes i de James Bond. En el terreny professional té de cap, el superintendent, coronel Higgins, un cap extremadament burocratitzat, impassible i amb molt poca imaginació. En el terreny sentimental té unes relacions extremadament platòniques amb Stella, la seva romàntica i valerosa companya de feina.
L'inspector s'enfronta al sadisme de les forces del mal, que en aquest cas, està representat per criatures gairebé sempre d'ultra tomba. D'altres personatges amb qui s'enfronta són, un científic boix, directors museus força estranys, és el cas de Sir Basil, director del Museu d'Art Oriental, que fa reviure una mòmia Egipcià.

## Trajectòria Editorial
El Inspector Dan de la patrulla volante, fou creat a Barcelona, però les històries, transcorren majoritàriament a Londres, en això es diferenciava d'alguns altres herois (en aquell moment) del còmic infantil de la postguerra civil, molt més "nacionals" que es pretenia que fossin els transmissors d'una certa visió històrica dels guanyadors. Es va publicar per primera vegada al número 1 de la revista Pulgarcito del 27 de desembre del 1946. En aquesta revista de caràcter molt més humorístic, és un dels personatges de còmic realista.

## Dades de Publicació
Publicacions on s'ha publicat el Personatge
| Publicació              | Any de Publicació | Editorial                    | Format  | Enquadernació | Mides       | Números | Pàgines | Notes                             |
| ----------------------- | ----------------- | ---------------------------- | ------- | ------------- | ----------- | ------- | ------- | --------------------------------- |
| Pulgarcito              | 1946-1981         | Editorial Bruguera, S. A.    | Quadern | Grapa         | 21 x 16 cm. | 1755    | varis   | Es comença a publicar al número 1 |
| Bruguelandia            | 1981-1983         | Editorial Bruguera, S. A.    | Quadern | Grapa         | 26 x 18 cm  | 29      | varis   |                                   |
| Serie autores españoles | 1981-1986         | Club Amigos de la Historieta | LLibre  | Rustica       | 26 x 18 cm  | 37      | varis   | Als números 4,5,9,12,15,17        |